# Diphyothrips morainensis
Diphyothrips morainensis är en insektsart som beskrevs av Stannard 1963. Diphyothrips morainensis ingår i släktet Diphyothrips och familjen rörtripsar. Inga underarter finns listade i Catalogue of Life.